# Slayyyter (mixtape)
Slayyyter é a mixtape de estreia da cantora americana Slayyyter. Foi lançada em 17 de setembro de 2019 em seu aniversário pelo selo da cantora Slayyyter Records. A mixtape recebeu críticas positivas dos críticos musicais, que elogiaram a produção, o conteúdo lírico e a performance vocal de Slayyyter.

## Lista de faixas
Todas as faixas foram escritas por Slayyyter, exceto onde indicado.
| Slayyyter      |                            |                                                  |                          |         |  |
| N.º            | Título                     | Compositor(es)                                   | Produtor(es)             | Duração |  |
| 1.             | "BFF" (com Ayesha Erotica) | Slayyyter Ayesha Erotica                         | Erotica                  | 3:35    |  |
| 2.             | "Mine"                     | Slayyyter Ethan Budnick Camm Davidson            | Good Intent Robokid      | 2:39    |  |
| 3.             | "Alone"                    | Slayyyter Erotica                                | Erotica                  | 2:42    |  |
| 4.             | "Candy"                    | Slayyyter                                        | Erotica                  | 2:36    |  |
| 5.             | "Cha Ching"                | Slayyyter Budnick Joel Gardner Madeline Crabtree | Robokid                  | 2:39    |  |
| 6.             | "Devil"                    | Slayyyter Erotica Budnick                        | Robokid Ms. Cheeseburger | 2:57    |  |
| 7.             | "Ur Man"                   | Slayyyter Andrew Okamura Budnick                 | Robokid AObeats          | 2:24    |  |
| 8.             | "Daddy AF"                 | Slayyyter Okamura Budnick                        | Robokid AObeats          | 2:31    |  |
| 9.             | "Motorcycle"               | Slayyyter Okamura Budnick                        | Robokid AObeats          | 2:46    |  |
| 10.            | "Celebrity"                | Slayyyter Douglas Simmons                        | Donatachi                | 3:21    |  |
| 11.            | "Tattoo"                   | Slayyyter Erotica                                | Ms. Cheeseburger         | 3:30    |  |
| 12.            | "E-Boy" (com That Kid)     | Slayyyter Spencer Joseph Christopher Sauceda     | Boy Sim                  | 2:39    |  |
| 13.            | "Touch My Body"            | Slayyyter Sauceda                                | Boy Sim                  | 3:28    |  |
| 14.            | "Ghosttt"                  | Slayyyter Budnick                                | Robokid                  | 3:29    |  |
| Duração total: | Duração total:             | Duração total:                                   | Duração total:           | 41:16   |  |

## Histórico de lançamento
| Região | Data                   | Formato                    | Versão | Gravadora         | Ref.        |
| ------ | ---------------------- | -------------------------- | ------ | ----------------- | ----------- |
| Várias | 17 de setembro de 2019 | Download digital streaming | Padrão | Slayyyter Records | [ 1 ] [ 8 ] |